# Clemens Wendtner
Clemens Wendtner (* 8. Oktober 1965 in Innsbruck / Österreich) ist Chefarzt der Infektiologie und Hämatologie / Onkologie an der München Klinik Schwabing, einem akademischen Lehrkrankenhaus der Ludwig-Maximilians-Universität (LMU) München.
Er ist Facharzt für Innere Medizin (seit 1999) und Hämatologie und Onkologie (seit 2000).
Er führt die Zusatzbezeichnungen für Palliativmedizin (seit 2007) und für Hämostaseologie (seit 2011). Seit 2004 ist er Professor für Innere Medizin an der Universität zu Köln. Seine klinischen Schwerpunkte sind die Behandlung von malignen Lymphomen und von Leukämien.
Er gilt als Experte auf dem Gebiet der chronischen lymphatischen Leukämie (CLL) und ist wissenschaftlicher Sekretär der Deutschen CLL-Studiengruppe (DCLLSG, Sitz an der Universität zu Köln). Chefärztlich leitet er an der München Klinik Schwabing, einem von sieben STAKOB-Zentren in Deutschland, auch die Sonderisolierstation für hochansteckende Infektionserkrankungen.

## Klinische und wissenschaftliche Laufbahn
Nach Abitur am Johann-Conrad-Schlaun-Gymnasium in Münster/Westfalen im Jahr 1985 studierte Wendtner bis 1992 Humanmedizin an der Westfälischen Wilhelms-Universität (WWU) in Münster mit Auslandsaufenthalten an der Emory University in Atlanta/USA und an der University of Gainesville. Von 1989 bis 1990 absolvierte er ein akademisches Auslandsjahr im Rahmen des Biomedical Sciences Exchange Programdes Deutschen Akademischen Austauschdienstes (DAAD) am National Cancer Institute (NCI) der National Institutes of Health (NIH) in Bethesda, USA im Labor von Takis Papas. Er legte das amerikanische Examen für Medizin (Foreign Medical Graduate Examination in the Medical Sciences, FMGEMS) in Basic Sciences (1988) und Clinical Sciences (1991) ab.
Nach deutschem Staatsexamen 1992 und Arzt im Praktikum (AiP) an der Medizinischen Klinik Innenstadt der Ludwig-Maximilians-Universität (LMU) München (Peter C. Scriba) bis Ende 1993 erfolgte die Erteilung der Ärztlichen Vollapprobation. Er promovierte 1993 an der WWU Münster bei J. van de Loo.
Von 1994 bis 1995 war Wendtner Postdoktorand am Max-Planck-Institut für Biochemie / Genzentrum der LMU (E.-L. Winnacker/M. Hallek) in München sowie am National Heart, Lung, and Blood Institute (NHLBI) der National Institutes of Health (NIH) in Bethesda, USA (F. Anderson/R. Kotin). Von 1996 bis 2003 erfolgte eine Ausbildung zum Internisten mit weiterer Spezialisierung zum Hämatologen / Internistischen Onkologen an der Medizinischen Klinik Innenstadt und dem Klinikum Großhadern der Ludwig-Maximilians-Universität (LMU). Wendtner war zugleich Leiter einer wissenschaftlichen Arbeitsgruppe auf dem Gebiet der Gentherapie für hämatologische Neoplasien am Forschungszentrum für Umwelt und Gesundheit / GSF (Helmholtz-Gemeinschaft deutscher Forschungszentren) in München. 1999 legte er den Facharzt für Innere Medizin sowie im Jahr 2000 die Schwerpunktbezeichnung Hämatologie und Internistische Onkologie ab. Im Jahr 2002 habilitierte er sich im Fach Innere Medizin zum Stellenwert rekombinanter Epstein-Barr-Virus (EBV)-Vektoren und Adeno-assoziierter-Virus (AAV)-Vektoren für den Gentransfer kostimulatorischer Moleküle bei der Chronischen lymphatischen Leukämie (CLL).
2004 ging er als Oberarzt an die Universität zu Köln (Klinik I für Innere Medizin, Leitung Michael Hallek) mit Ernennung zum ordentlichen Universitätsprofessor (C3) für Innere Medizin mit Schwerpunkt Hämatologie und Internistische Onkologie an der Universität zu Köln. Es folgten weitere klinische Ausbildungen in Palliativmedizin, Infektiologie und Hämostaseologie. An der Universität zu Köln leitete Wendtner das Labor für Molekulare Biologie und Immunologie der CLL. Seit 2004 ist er Mitglied der Strategiekommission der Deutschen CLL-Studiengruppe (DCLLSG) und seit 2006 Wissenschaftlicher Sekretär dieser international tätigen Studiengruppe.
2011 nahm Wendtner die Position des Chefarztes der Klinik für Hämatologie, Onkologie, Immunologie, Palliativmedizin, Infektiologie und Tropenmedizin am Klinikum Schwabing (später München Klinik Schwabing) an, einem akademischen Lehrkrankenhaus der Ludwig-Maximilians-Universität (LMU) München. Seit 2011 ist Wendtner Prüfer für den Fachbereich Innere Medizin und Hämatologie / Internistische Onkologie bei der Bayerischen Landesärztekammer (BLÄK). Seit 2015 fungiert er als ehrenamtlicher Sachverständiger für die Nutzenbewertung von Arzneimitteln beim Gemeinsamen Bundesausschuss (G-BA) in Berlin. Seit 2017 ist er Mitglied der Ethikkommission der Medizinischen Fakultät der Ludwig-Maximilians-Universität (LMU) München, seit 2019 stellvertretender Leiter dieser Institution.

## Aktivität während der COVID-19-Pandemie
Wendtner behandelte seit dem Beginn der COVID-19-Pandemie Anfang 2020 zahlreiche COVID-Patienten (darunter auch die ersten COVID-Kranken in Deutschland) und äußerte sich öffentlich oft zu Aspekten der COVID-19-Erkrankung, zu Long COVID, zur Pandemiebekämpfung in Deutschland, zu Fragen der COVID-Impfung und zur Triage. In Kooperation mit Christian Drosten, Roman Wölfel und Florian Klein entstanden 2020 erste wissenschaftliche Daten zu virologischen und immunologischen Aspekten von SARS-CoV-2. Er wirkte an mehreren Ad-hoc-Stellungnahmen der Nationalen Akademie der Wissenschaften Leopoldina im Kontext der COVID-Pandemie in Deutschland mit. Als unabhängiger Arzt und Wissenschaftler beriet er seit 2020 das Bundesministerium für Gesundheit (BMG) in Berlin, das Staatsministerium für Gesundheit und Pflege (StMGP) und die Bayerische Staatskanzlei in München zu Aspekten von COVID-19.
Er befürwortete eine Impfpflicht gegen COVID-19; nur so sei die gegen die hochansteckende Omikron-Variante erforderliche Impfquote von 90 Prozent erreichbar.
Anfang Februar 2022 warnte er vor schnellen Lockerungen: wenn 0,5 % der Neuinfizierten schwer erkranken, dann seien das jeden Tag über 1000 neue Betroffene.

## Privates
Wendtner und ist verheiratet mit Monika Schmid-Wendtner; sie haben zwei gemeinsame Kinder.

## Förderungen, Patente, Auszeichnungen
- 1986–1992: Studienförderung Cusanuswerk
- 1997: Deutsches Patent Nr. 196 08 753: „Transduktionssystem und seine Verwendung“
- 1999: Preis der Wolfgang Wilmanns Foundation, 5th International Symposium Biological Therapy of Cancer, München
- 2000: Young Investigator Award 2000, Connective Tissue Oncology Society (CTOS), Amsterdam
- 2001: United States Patent US 6,207,453 B1: “Recombinant AAV vector-based transduction system and use of same”
- 2002: 1. Preis, 6th International Symposium Biological Therapy of Cancer, München
- 2002: United States Patent US 6,440,742 B1: “Recombinant AAV vector-based transduction system and use of same”
- 2002: Curt-Bohnewand-Preis
- 2022: Bayerischer Verdienstorden[7]

## Schriften (Auswahl)
- A. Tscherne, J. H. Schwarz, C. Rohde, A. Kupke, G. Kalodimou, L. Limpinsel, N. M. A. Okba, B. Bošnjak, I. Sandrock, I. Odak, S. Halwe, L. Sauerhering, K. Brosinski, N. Liangliang, E. Duell, S. Jany, A. Freudenstein, J. Schmidt, A. Werner, M. Gellhorn Serra, M. Klüver, W. Guggemos, M. Seilmaier, C.-M. Wendtner, R. Förster, B. L. Haagmans, S. Becker, G. Sutter, A. Volz: Immunogenicity and efficacy of the COVID-19 candidate vector vaccine MVA-SARS-2-S in preclinical vaccination. In: Proc Natl Acad Sci USA. Band 118, Nr. 28, 13. Jul 2021, S. e2026207118.
- V. Ecker, M. Stumpf, L. Brandmeier, T. Neumayer, L. Pfeuffer, T. Engleitner, I. Ringshausen, N. Nelson, M. Jücker, S. Wanninger, T. Zenz, C. Wendtner, K. Manske, K. Steiger, R. Rad, M. Müschen, J. Ruland, M. Buchner: Targeted PI3K/AKT-hyperactivation induces cell death in chronic lymphocytic leucemia. In: Nat Commun. Band 12, Nr. 1, 10. Jun 2021, S. 3526. doi:10.1038/s41467-021-23752-2.
- C. Kreer, M. Zehner, T. Weber, M. S. Ercanoglu, L. Gieselmann, C. Rohde, S. Halwe, M. Korenkov, P. Schommers, K. Vanshylla, V. Di Cristanziano, H. Janicki, R. Brinker, A. Ashurov, V. Krähling, A. Kupke, H. Cohen-Dvashi, M. Koch, J. M. Eckert, S. Lederer, N. Pfeifer, T. Wolf, M. J. G. T. Vehreschild, C. Wendtner, R. Diskin, H. Gruell, S. Becker, F. Klein: Longitudinal Isolation of Potent Near-Germline SARS-CoV-2-Neutralizing Antibodies from COVID-19 Patients. In: Cell. Band 182, Nr. 6, 17. Sep 2020, S. 1663–1673.
- R. Wölfel, V. M. Corman, W. Guggemos, M. Seilmaier, S. Zange, M. A. Müller, D. Niemeyer, T. C. Jones, P. Vollmar, C. Rothe, M. Hoelscher, T. Bleicher, S. Brünink, J. Schneider, R. Ehmann, K. Zwirglmaier, C. Drosten, C.-M. Wendtner: Virological assessment of hospitalized patients with COVID-2019. In: Nature. 581(7809), May 2020, S. 465–469. doi:10.1038/s41586-020-2196-x.
- K. Fischer, O. Al-Sawaf, J. Bahlo, A. M. Fink, M. Tandon, M. Dixon, S. Robrecht, S. Warburton, K. Humphrey, O. Samoylova, A. M. Liberati, J. Pinilla-Ibarz, S. Opat, L. Sivcheva, K. Le Du, L. M. Fogliatto, C. U. Niemann, R. Weinkove, S. Robinson, T. J. Kipps, S. Boettcher, E. Tausch, R. Humerickhouse, B. Eichhorst, C.-M. Wendtner, A. W. Langerak, K. A. Kreuzer, M. Ritgen, V. Goede, S. Stilgenbauer, M. Mobasher, M. Hallek: Venetoclax and obinutuzumab in patients with CLL and coexisting conditions. In: N Engl J Med. Band 380, 2019, S. 2225–2236.
- C. D. Herling, N. Abedpour, J. Weiss, A. Schmitt, R. D. Jachimowicz, O. Merkel, M. Cartolano, S. Oberbeck, P. Mayer, V. Berg, D. Thomalla, N. Kutsch, M. Stiefelhagen, P. Cramer, C.-M. Wendtner, T. Persgehl, A. Saleh, J. Altmüller, P. Nürnberg, C. Pallasch, V. Achter, U. Lang, B. Eichhorst, R. Castiglione, S. C. Schäfer, R. Büttner, K. A. Kreuzer, H. C. Reinhardt, M. Hallek, L. P. Frenzel, M. Pfeifer: Clonal dynamics towards the development of venetoclax resistance in chronic lymphocytic leukemia. In: Nat Commun. Band 9, 2018, S. 727.
- V. Berg, M. Rusch, N. Vartak, C. Jüngst, A. Schauss, H. Waldmann, C. Hedberg, C. P. Pallasch, P. I. Bastiaens, M. Hallek, C.-M. Wendtner, L. P. Frenzel: miRs-138 and -424 control palmitoylation-dependent CD95-mediated cell death by targeting acyl protein thioesterases 1 and 2 in CLL. In: Blood. Band 125, 2015, S. 2948–2957 (contributed equally)
- C. P. Pallasch, I. Leskov, C. J. Braun, D. Vorholt, A. Drake, Y. M. Soto-Feliciano, E. H. Bent, J. Schwamb, B. Iliopoulou, N. Kutsch, N. van Rooijen, L. P. Frenzel, C.-M. Wendtner, L. Heukamp, K. A. Kreuzer, M. Hallek, J. Chen, M. T. Hemann: Sensitizing protective tumor microenvironments to antibody-mediated therapy. In: Cell. Band 146, 2014, S. 590–602.
- V. Goede, K. Fischer, R. Busch, A. Engelke, B. Eichhorst, C.-M. Wendtner, T. Chagorova, J. de la Serna, M. S. Dilhuydy, T. Illmer, S. Opat, C. J. Owen, O. Samoylova, K. A. Kreuzer, S. Stilgenbauer, H. Döhner, A. W. Langerak, M. Ritgen, M. Kneba, E. Asikanius, K. Humphrey, M. Wenger, M. Hallek: Obinutuzumab plus chlorambucil in patients with CLL and coexisting conditions. In: N Engl J Med. Band 370, 2014, S. 1101–1110.
- C. Drosten, M. Seilmaier, V. M. Corman, W. Hartmann, G. Scheible, S. Sack, W. Guggemos, R. Kallies, D. Muth, S. Junglen, M. A. Müller, W. Haas, H. Guberina, T. Röhnisch, M. Schmid-Wendtner, S. Aldabbagh, U. Dittmer, H. Gold, P. Graf, F. Bonin, A. Rambaut, C.-M. Wendtner: Clinical features and virological analysis of a case of Middle East respiratory syndrome coronavirus infection. In: The Lancet Infectious Diseases. Band 13, 2013, S. 745–751.
- J. Schwamb, V. Feldhaus, M. Baumann, M. Patz, S. Brodesser, R. Brinker, J. Claasen, C. P. Pallasch, M. Hallek, L. P. Frenzel, C.-M. Wendtner: B-cell receptor triggers drug sensitivity of primary CLL cells by controlling glucosylation of ceramides. In: Blood. Band 120, 2012, S. 3978–3985.
- K. Fischer, P. Cramer, R. Busch, S. Böttcher, J. Bahlo, J. Schubert, K. H. Pflüger, S. Schott, V. Goede, S. Isfort, J. von Tresckow, A. M. Fink, A. Bühler, D. Winkler, K. A. Kreuzer, P. Staib, M. Ritgen, M. Kneba, H. Döhner, B. F. Eichhorst, M. Hallek, S. Stilgenbauer, C.-M. Wendtner: Bendamustine in combination with rituximab for previously untreated patients with chronic lymphocytic leukemia: a multicenter phase II trial of the German Chronic Lymphocytic Leukemia Study Group. In: J Clin Oncol. Band 30, 2012, S. 3209–3216.
- K. Fischer, P. Cramer, R. Busch, S. Stilgenbauer, J. Bahlo, C. D. Schweighofer, S. Böttcher, P. Staib, M. Kiehl, M. J. Eckart, G. Kranz, V. Goede, T. Elter, A. Bühler, D. Winkler, M. Kneba, H. Döhner, B. F. Eichhorst, M. Hallek, C.-M. Wendtner: Bendamustine combined with rituximab in patients with relapsed and/ or refractory chronic lymphocytic leukemia: a multicenter phase II trial of the German Chronic Lymphocytic Leukemia Study Group. In: J Clin Oncol. Band 29, 2011, S. 3559–3566.
- C. P. Pallasch, M. Patz, Y. J. Park, S. Hagist, D. Eggle, R. Claus, S. Debey-Pascher, A. Schulz, L. P. Frenzel, J. Claasen, N. Kutsch, G. Krause, C. Mayr, A. Rosenwald, C. Plass, J. L. Schultze, M. Hallek, C.-M. Wendtner: miRNAs deregulation by epigenetic silencing disrupts suppression of the oncogene PLAG1 in chronic lymphocytic leukemia. In: Blood. Band 114, 2009, S. 3255–3264.
- C. P. Pallasch, A. Schulz, N. Kutsch, J. Schwamb, S. Hagist, H. Kashkar, A. Ultsch, C. Wickenhauser, M. Hallek, C.-M. Wendtner: Overexpression of TOSO in CLL is triggered by B-cell receptor signaling and associated with progressive disease. In: Blood. Band 112, 2008, S. 4213–4219.
- C. Mayr, M. R. Speicher, D. M. Kofler, R. Buhmann, J. Strehl, R. Busch, M. Hallek, C.-M. Wendtner: Chromosomal translocations are associated with poor prognosis in chronic lymphocytic leukemia. In: Blood. Band 107, 2006, S. 742–751.
- C. Mayr, D. M. Kofler, H. Büning, D. Bund, M. Hallek, C.-M. Wendtner: Transduction of CLL cells by CD40 ligand (CD40L) enhances an antigen specific immune recognition by autologous T cells. In: Blood. Band 106, 2005, S. 3223–3226.
- D. Bund, M. Schlee, A. Moosmann, D. M. Kofler, M. Hallek, C.-M. Wendtner: Fibromodulin as a novel tumor-associated antigen (TAA) in chronic lymphocytic leukemia (CLL) which allows expansion of specific CD8+ autologous T lymphocytes. In: Blood. Band 105, 2005, S. 1566–1573.
- D. M. Kofler, H. Büning, L. Perabo, J. Baumert, D. Bund, C. Mayr, M. Hallek, C.-M. Wendtner: Engagement of the B-cell antigen receptor (BCR) allows efficient transduction of ZAP-70 positive primary B-CLL cells by recombinant adeno-associated virus (rAAV) vectors. In: Gene Therapy. Band 11, 2004, S. 1416–1424.
- C.-M. Wendtner, M. Ritgen, C. D. Schweighofer, G. Fingerle-Rowson, H. Campe, G. Jäger, B. Eichhorst, R. Busch, H. Diem, A. Engert, S. Stilgenbauer, H. Döhner, M. Kneba, B. Emmerich, M. Hallek: Consolidation with alemtuzumab in patients with chronic lymphocytic leukemia (CLL) in first remission – experience on safety and efficacy within a randomized multicenter phase III trial of the German CLL Study Group (GCLLSG). In: Leukemia. Band 18, 2004, S. 1093–1101.
- C.-M. Wendtner, D. M. Kofler, H. D. Theiss, C. Kurzeder, R. Buhmann, C. Schweighofer, L. Perabo, S. Danhauser-Riedl, W. Hiddemann, M. Hallek, H. Buening: Efficient gene transfer of CD40 ligand into primary B-CLL cells using recombinant adeno-associated virus (rAAV) vectors. In: Blood. Band 100, 2002, S. 1655–1661.
- C.-M. Wendtner, S. Abdel-Rahman, M. Krych, J. Baumert, L. H. Lindner, A. Baur, W. Hiddemann, R. D. Issels: Response to neoadjuvant chemotherapy combined with regional hyperthermia predicts long-term survival for adult patients with retroperitoneal and visceral high-risk soft tissue sarcomas. In: J Clin Oncol. Band 20, 2002, S. 3156–3164.
- C.-M. Wendtner, A. Nolte, E. Mangold, R. Buhmann, G. Maass, J. A. Chiorini, E. L. Winnacker, B. Emmerich, R. M. Kotin, M. Hallek: Gene transfer of the costimulatory molecules B7-1 and B7-2 into human multiple myeloma cells by recombinant adeno-associated virus enhances the cytolytic T cell response. In: Gene Therapy. Band 4, 1997, S. 726–735.